# 圣萨莱蒂
圣萨莱蒂是巴西圣保罗州的一个市镇。总面积79.168平方公里，总人口1375人，人口密度17.4人/平方公里。